# Santuario della Madonna delle Grazie (Varallo)
Il Santuario della Madonna delle Grazie a Varallo fu fatto costruire, assieme all'annesso convento francescano, da padre Bernardino Caimi tra il 1486 e il 1493, in contemporanea con l'avvio dei lavori al Sacro Monte.
Nel dicembre del 1931 papa Pio XI lo elevò alla dignità di basilica minore.

## Storia
Il complesso architettonico formato dal convento e dalla chiesa segue l'impostazione tipica degli edifici religiosi destinati a ospitare i Frati Minori osservanti. 
Lo stile della chiesa è gotico, espresso in una versione alquanto sobria. Troviamo al suo interno la tipica suddivisione tra uno spazio riservato ai fedeli e uno per i frati, separati da una parete divisoria che giunge fino al soffitto (il "tramezzo"), retta da tre archi a tutto sesto; quello centrale dà accesso all'aula riservata ai religiosi, i due laterali ospitano altrettante cappelle. Si tratta di un'impostazione che si vuole dettata dallo stesso Bernardino da Siena (denominata pertanto "modulo bernardiniano"). Sulla grande parete divisoria Gaudenzio Ferrari ha dipinto nel 1513 una delle sue opere di maggior valore artistico.
Una struttura decorativa simile, con il tramezzo interamente affrescato con scene della Vita di Cristo (spesso di rilevante qualità artistica) era tipica della cultura religiosa e artistica del frati minori osservanti in Piemonte e Lombardia fra XV e XVI secolo: tra i tramezzi dipinti che si sono conservati nel tempo devono essere citate anche la chiesa di San Bernardino a Ivrea, quella di Santa Maria degli Angeli a Lugano, quella di Santa Maria delle Grazie a Bellinzona e quella di San Bernardino a Caravaggio.
Il convento francescano aveva alla fine del Quattrocento un'ampiezza ben maggiore di quella che oggi possiamo osservare dalla piazza contenente il monumento a Gaudenzio Ferrari (opera di Pietro della Vedova, 1874). L'antica costruzione comprendeva due chiostri, le celle per i frati, un refettorio, la biblioteca e i locali di lavoro (specialmente impiegati per la "fabbrica" del Sacro Monte).
Una serie di affreschi – oggi scomparsi o molto deteriorati – ornava le mure esterne del convento. Una Pietà ancora leggibile è ritenuta (con molte riserve) opera giovanile di Gaudenzio.
Dopo l'abbandono del convento, menomato dal tempo, da parte dei francescani all'inizio del XX secolo, molte polemiche hanno accompagnato lavori di risistemazione del sito con la costruzione della piazza e il recupero di alcune parti per scopi di edilizia pubblica.
Dal 1953 il complesso è sede delle Suore Missionarie di Gesù Eterno Sacerdote.

## Descrizione

### La parete gaudenziana

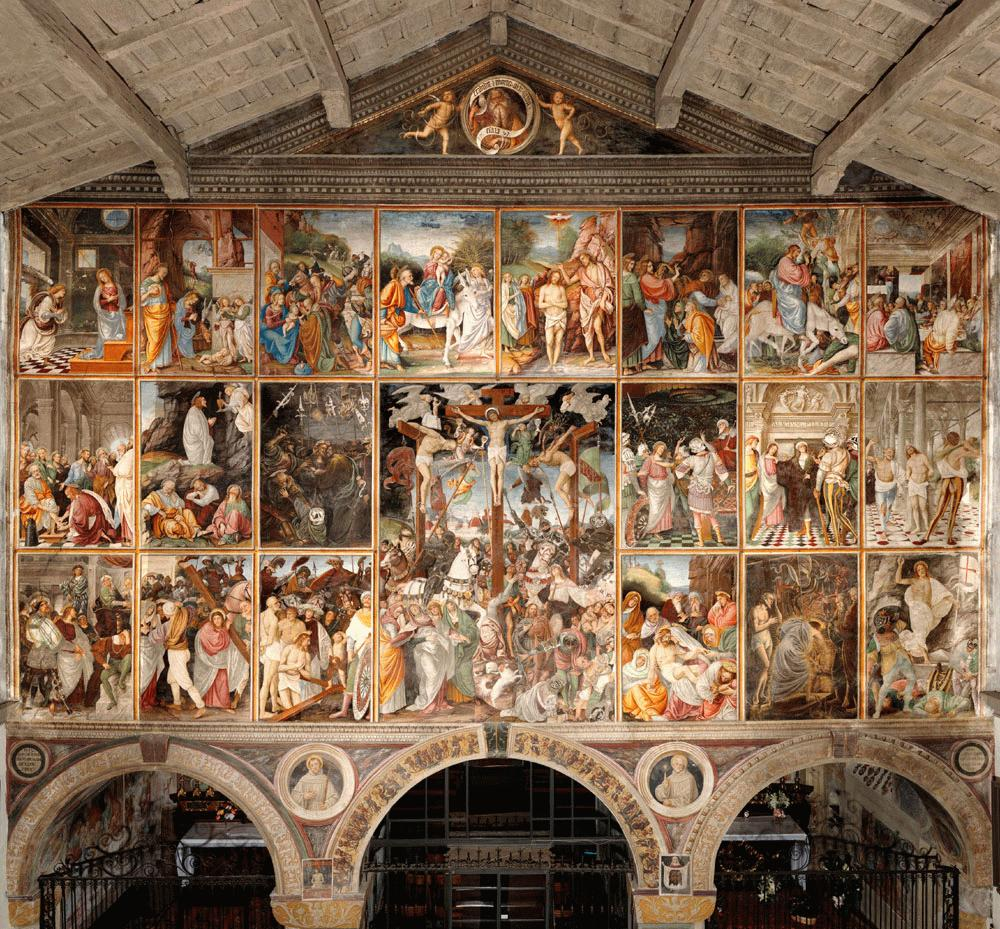
Gaudenzio Ferrari, Storie della vita di Cristo

Come avviene spesso nelle chiese francescane, l'aspetto esterno, alquanto spoglio, non lascia intuire la ricchezza delle opere d'arte che vi sono racchiuse. Verso il 1880 un visitatore del livello di Jacob Burckhardt affermava pieno di entusiasmo: "Quale splendore artistico si irradia da questa misera chiesa!" Nell'atmosfera raccolta della chiesa, con le sue arcate gotiche che reggono le nude capriate del tetto, lo sguardo di chi vi entra è immediatamente colpito dall'effetto scenico e dalla vivacità dei colori delle pitture presenti sulla grande parete divisoria.

#### Soggetto
Gli affreschi realizzati da Gaudenzio Ferrari costituiscono uno dei capolavori della pittura rinascimentale tra Piemonte e Lombardia. Essi raccontano La Vita e la Passione di Cristo attraverso scene che occupano una superficie di 10,4 x 8 metri: venti riquadri di uguale grandezza illustrano – secondo un tradizionale schema geometrico pensato per assolvere alla funzione pedagogica di Biblia pauperum – le vicende salienti del racconto evangelico, dalla Annunciazione alla Resurrezione di Cristo. Un'ulteriore scena, di dimensione quadrupla, posta al centro della parete, rappresenta l'acme drammatica del racconto e il punto di naturale convergenza dello sguardo dei fedeli: la Crocifissione di Cristo. Nel dettaglio:
1. Annunciazione,
2. Natività,
3. Adorazione dei Magi,
4. Fuga in Egitto,
5. Battesimo di Gesù,
6. Resurrezione di Lazzaro,
7. Entrata di Gesù in Gerusalemme,
8. Ultima cena,
9. Lavanda dei piedi,
10. Orazione nell'orto,
11. Cattura di Cristo,
12. Gesù davanti ad Erode,
13. Gesù davanti a Pilato,
14. Flagellazione,
15. Pilato si lava le mani,
16. Salita al Calvario,
17. Preparazione della croce,
18. Compianto,
19. Discesa nel Limbo,
20. Cristo Risorto;
21. al centro Crocifissione;
22. medaglioni con le figure di San Francesco e San Bernardino da Siena

#### Stile
Il pittore valsesiano realizza gli splendidi affreschi di questa parete nel 1513 (come ci avvertono due tondi che recano la scritta autografa "Gaudenzius Ferrarius Vallis Siccidae pinxit"), quando già da almeno una decina di anni era impegnato nei lavori al Sacro Monte e aveva già al suo attivo opere prestigiose come il Polittico di Sant'Anna. Nel realizzare gli affreschi della parete di Santa Maria della Grazie il Ferrari si dimostra aggiornato sulle grandi novità del Rinascimento italiano; "in primis" sulla lezione che Leonardo ha lasciato a Milano (l'Ultima Cena di Gaudenzio, ad esempio, sembra riproporre secondo un diverso scorcio prospettico l'animata drammaticità del Cenacolo vinciano; leonardeschi sono i paesaggi rocciosi che fanno da sfondo ad alcune scene); poi c'è la lezione del Bramantino con la sua capacità di far emergere statuariamente le figure, messe in primo piano rispetto a suggestive prospettive architettoniche; poi c'è anche la lezione del Perugino e degli altri pittori centro-italiani meditati nel viaggio che Gaudenzio ha compiuto sino a Roma.
Ma se si cercano i "veri" debiti artistici di Gaudenzio nella realizzazione della parete con le scene della Vita di Cristo, il primo pittore che occorre forse citare è Martino Spanzotti - a quella data era ancora attivo - che più di venticinque anni prima aveva realizzato un'opera simile affrescando la grande parete della chiesa di San Bernardino a Ivrea, e la cui influenza si era fatta chiaramente sentire nei primi lavori del Monte.
La scena notturna della Cattura di Cristo è una citazione quasi letterale di quella analoga dipinta dalla Spanzotti a Ivrea, con modi pittorici che anticipano quell'indagine chiaroscurale sulla realtà alla luce delle torce che sarà così cara ai caravaggeschi. Tuttavia, all'altezza degli anni in cui realizza gli affreschi delle Grazie, Gaudenzio Ferrari dimostra un'autonoma personalità artistica. Se egli – consapevole delle più celebrate novità artistiche - guarda "indietro" verso Martino Spanzotti lo fa in omaggio alla "nobiltà umana, anziché umanistica" espressa dagli affreschi di Ivrea, alla sua poetica che guarda alla realtà della gente umile, alla loro fede vissuta come ricerca di senso rispetto alla quotidiana fatica di vivere.
Si è osservato che questo guardare indietro il pittore di Valduggia giunge, senza remore, a rivisitare addirittura i modi artistici della produzione pittorica gotica in Piemonte, a cominciare dal vecchio Jaquerio, quando essa serva a ottenere un di più di drammaticità scenografica nel racconto evangelico svolto per immagini. Nasce di qui il ricorso ai rilievi plastici per mettere meglio in risalto il luccicare delle armature dei soldati o l bagliore delle aureole. Si intuisce, anche per questa via, che Gaudenzio sta riflettendo sui lavori del Sacro Monte e sui modi per ridurre a sintesi pittura e scultura.

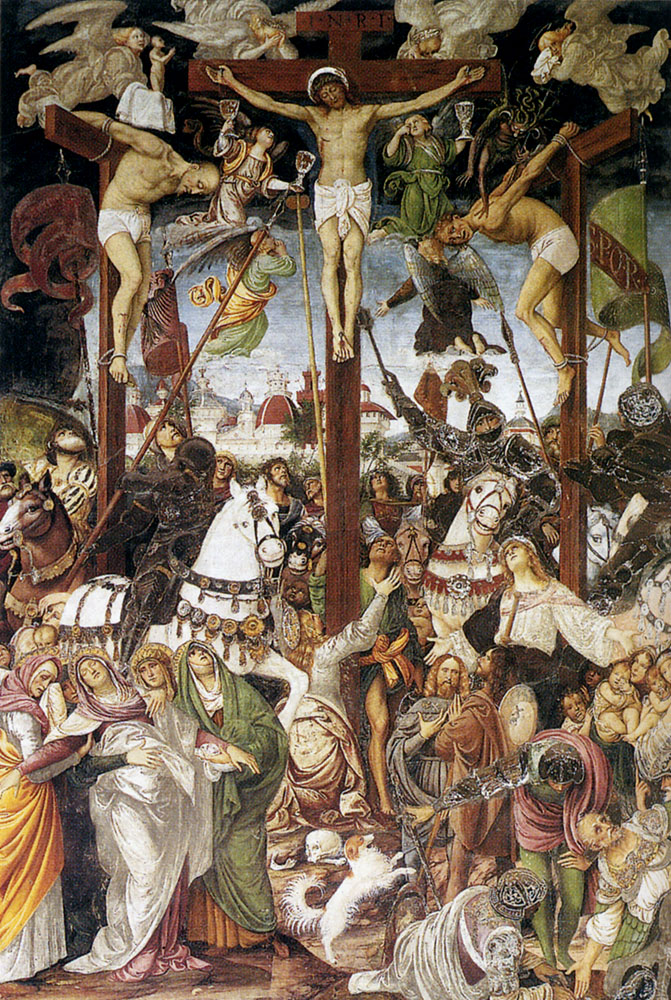
Crocifissione, affresco, 1513, parete della chiesa di S. Maria delle Grazie, Varallo

La stessa impaginazione delle scene – a cominciare dalla grandiosa Crocifissione - sembra voler anticipare i progetti degli apparati decorativi delle cappelle da realizzare sopra la parete rocciosa di Varallo. 
(G. Testori, Gaudenzio Ferrari, catalogo della mostra di Vercelli, 1956)
Le scene di questa grande parete affrescata non anticipano solamente quelle che Gaudenzio stesso realizzerà al Monte, ma diventano – anche agli occhi dei successivi committenti - una sorta di "manifesto programmatico" a uso degli artisti che, nel tempo, rileveranno la sua opera.
Si prenda, ad esempio, la Orazione nell'orto con la scena divisa in due fasce, quella di Gesù in preghiera e quella degli apostoli addormentati: la stessa impaginazione sarà fedelmente ripresa nella disposizione delle statue di Giovanni d'Enrico; oppure si osservi la figura del "gozzuto" che compare nella Salita al Calvario che verrà ripresa quasi letteralmente dal Tabacchetti nell'omonima cappella.
Un rapporto stretto corre dunque tra la superba parete gaudenziana in Santa Maria delle Grazie e l'unitarietà degli sviluppi dei lavori nel "gran teatro montano" sulla parete rocciosa che incombe sulla della chiesa.

### La cappella di Santa Margherita
Le due cappelle che si aprono sotto la grande parete divisoria contengono affreschi che sono un'ulteriore testimonianza delle qualità artistiche di Gaudenzio e altri che rivestono grande importanza per comprendere i suoi esordi pittorici.
Si tratta della cappella di Santa Margherita affrescata da Gaudenzio prima della grande parete, nel 1507, con due scene evangeliche (Presentazione di Gesù al Tempio e con la Disputa con i dottori) e con grottesche, genere pittorico nel quale Gaudenzio eccelleva.

### La Cappella delle Grazie
Vi è poi, a destra, la Cappella delle Grazie con affreschi di scuola milanese, databili verso il 1491 (sulle pareti scene della Nascita della Vergine, dello Sposalizio della Vergine e dell'Adorazione dei Magi e, nei sottarchi, figure di Profeti). Si tratta di affreschi che oggi vengono attribuiti alla bottega di Giovanni Scotto, presso la quale – anche secondo quanto afferma l'antica testimonianza di Giovanni Paolo Lomazzo –dovette svolgersi l'apprendistato pittorico di Gaudenzio. Nella stessa cappella trova posto, sopra l'altare, una scultura lignea, pesantemente ridipinta, raffigurante la Madonna con il Bambino in piedi sulle sue ginocchia: si tratta di un'icona antica molto cara alla devozione popolare.

### Altre testimonianze artistiche presenti nella chiesa
Tra le numerose opere presenti nella navata, va menzionato, sulla parete sinistra nei pressi del pulpito un affresco autografo di Fermo Stella, allievo di Gaudenzio Ferrari e con lui impegnato nei lavori al Sacro Monte. Esso rappresenta una scena che non ricorre con frequenza nell'arte sacra: si tratta di Gesù che prende congedo dalla madre, tema tratto da un'omelia di San Giovanni Crisostomo.

## Galleria d'immagini

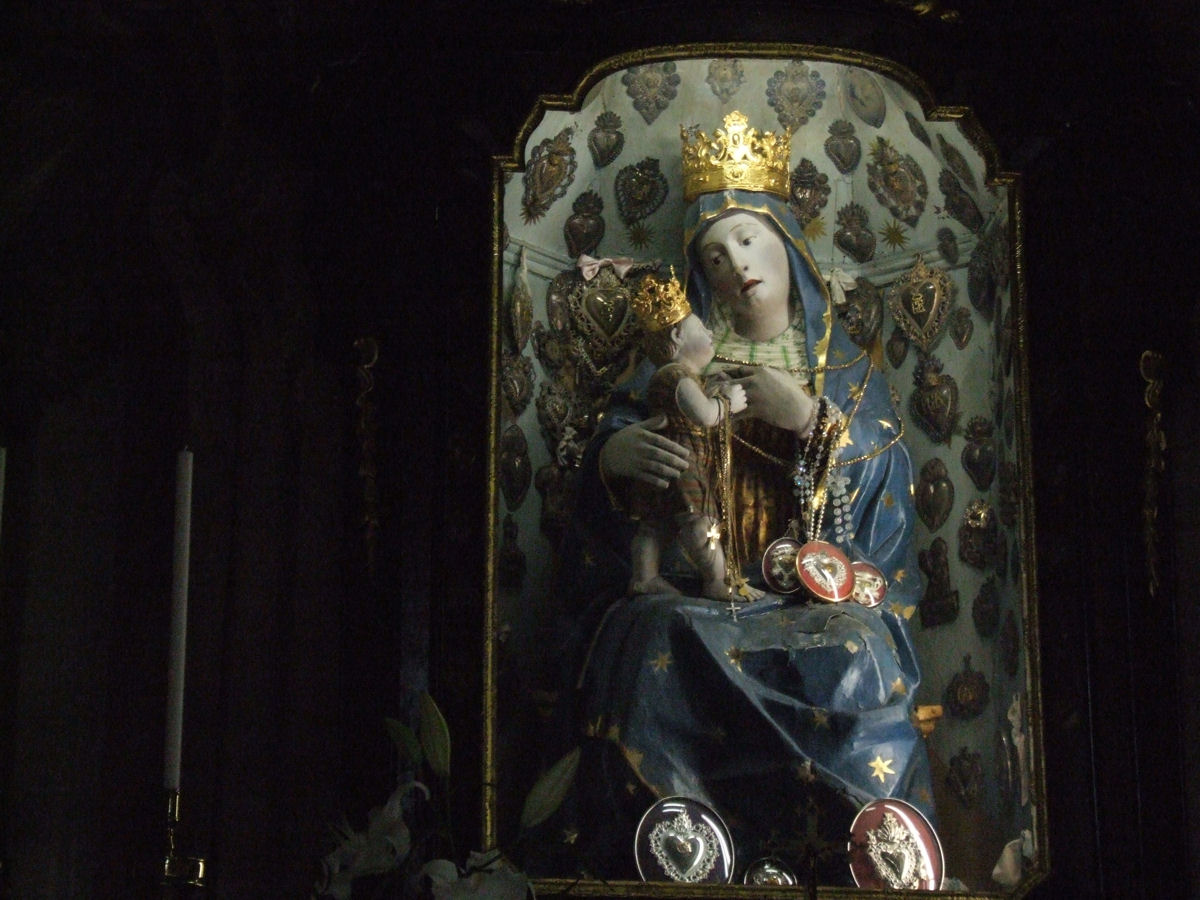
La venerata icona della S.M. delle Grazie, statua lignea
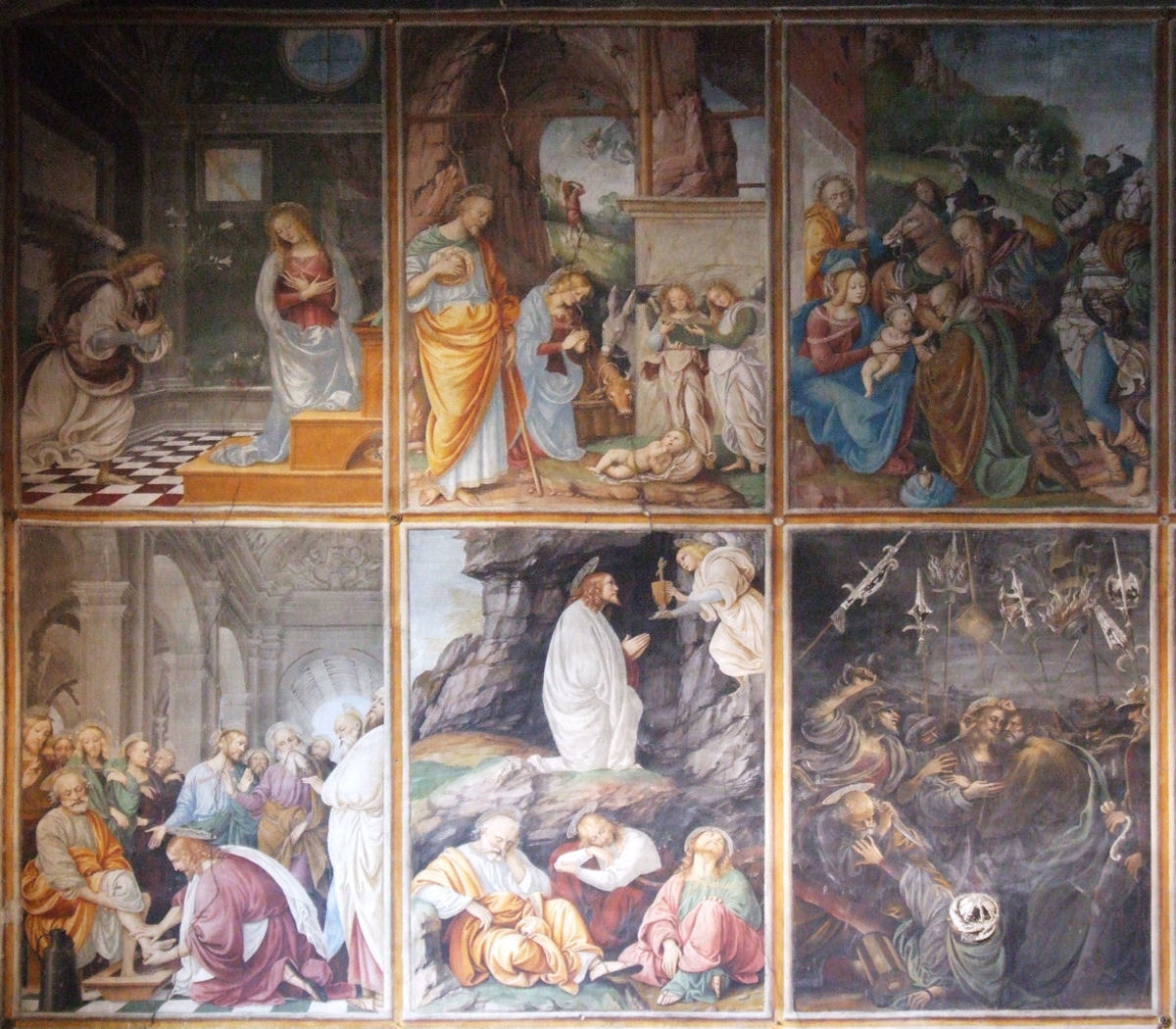
Gaudenzio Ferrari, scene della La Vita e la Passione di Cristo
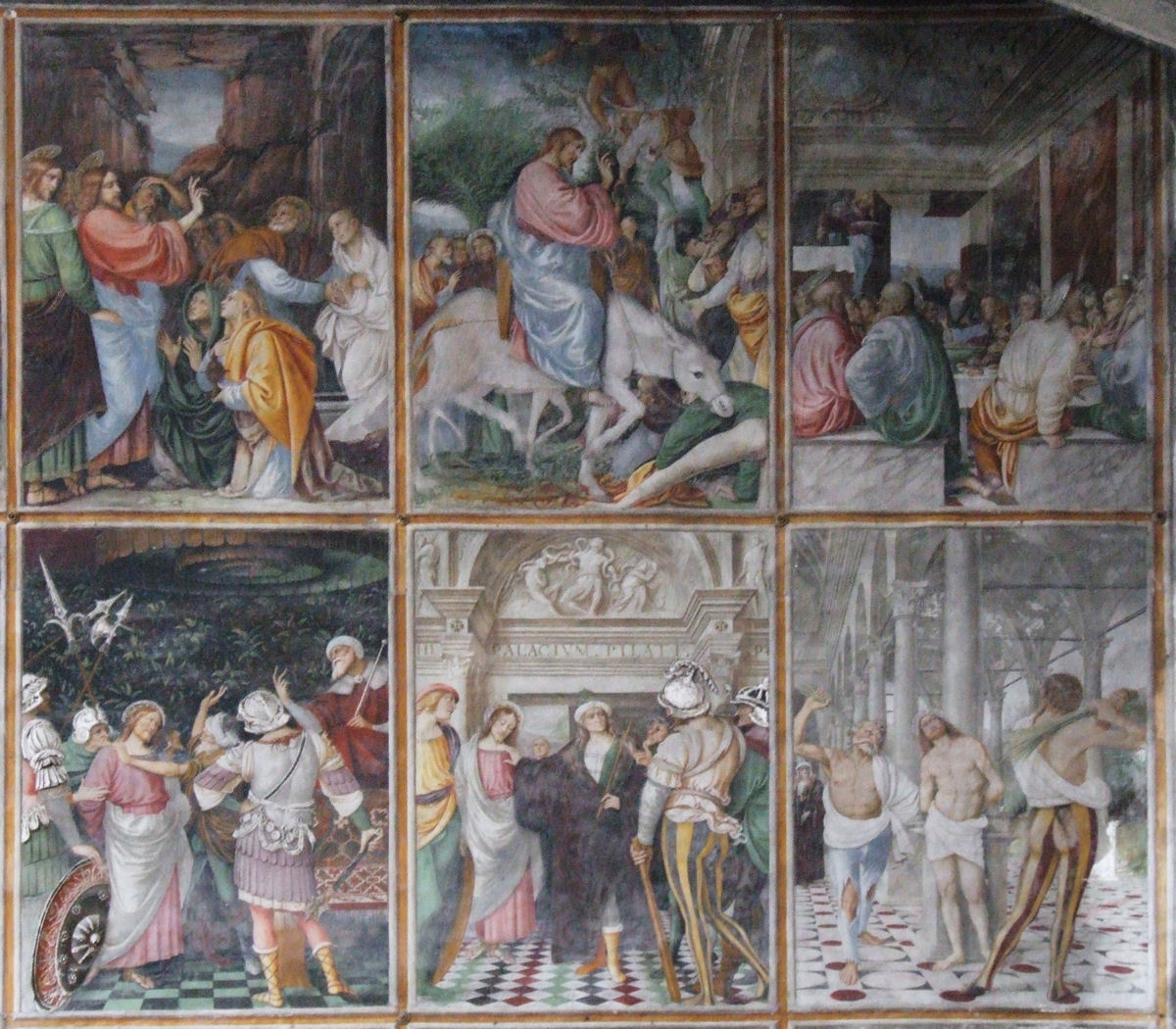
Gaudenzio Ferrari, scene della La Vita e la Passione di Cristo
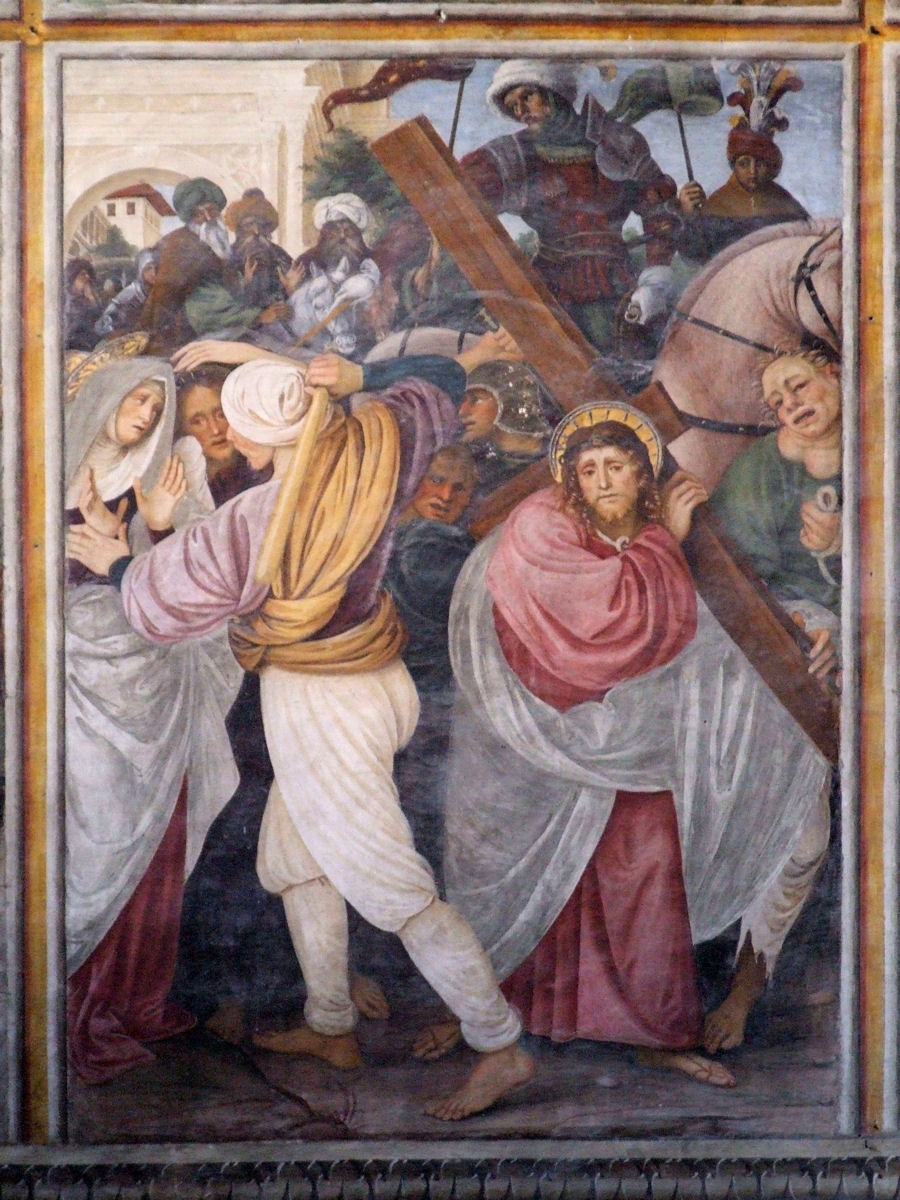
Gaudenzio Ferrari, scena della Salita al Calvario
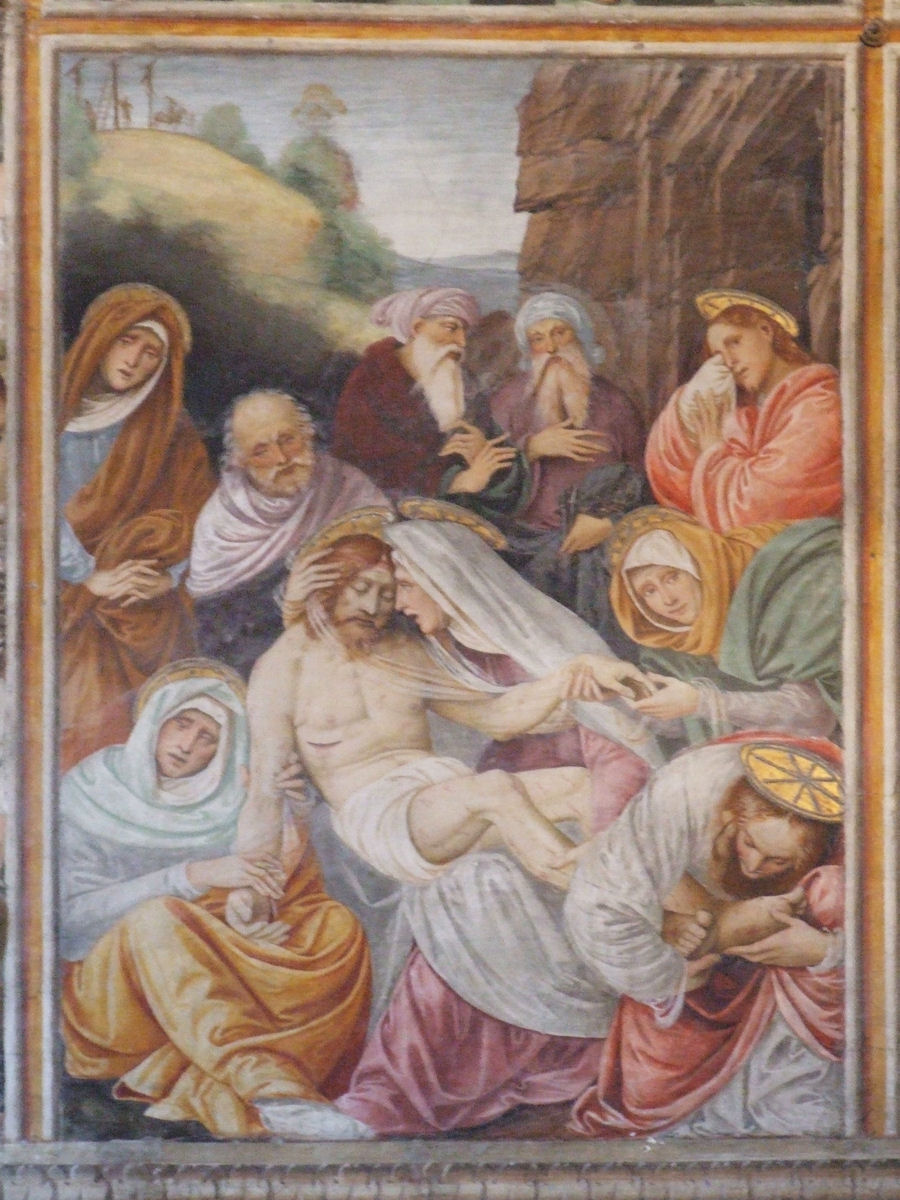
Gaudenzio Ferrari, scena del Compianto sul Cristo morto
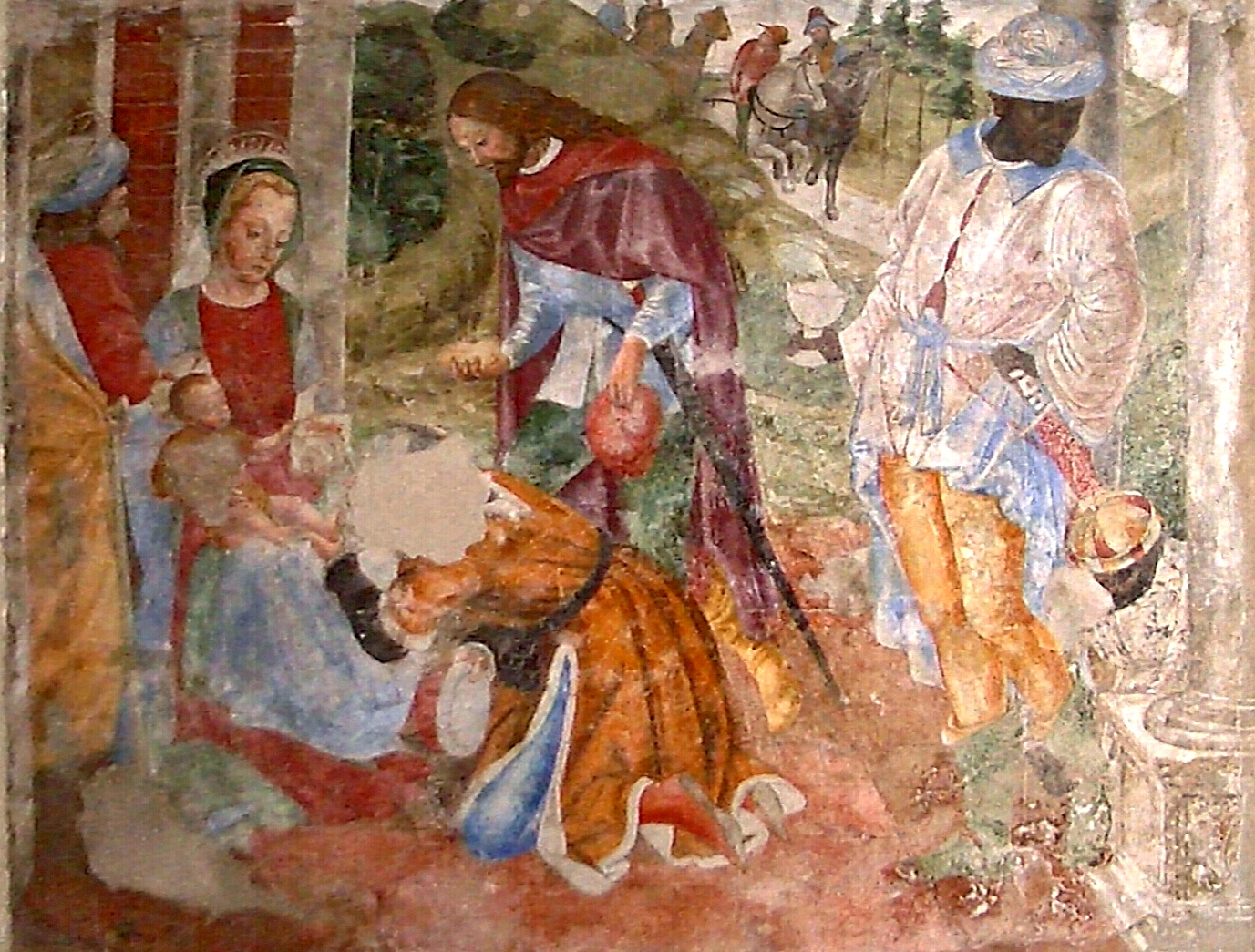
Bottega di Giovanni Scotto, Adorazione dei Magi, affresco, ca 1491
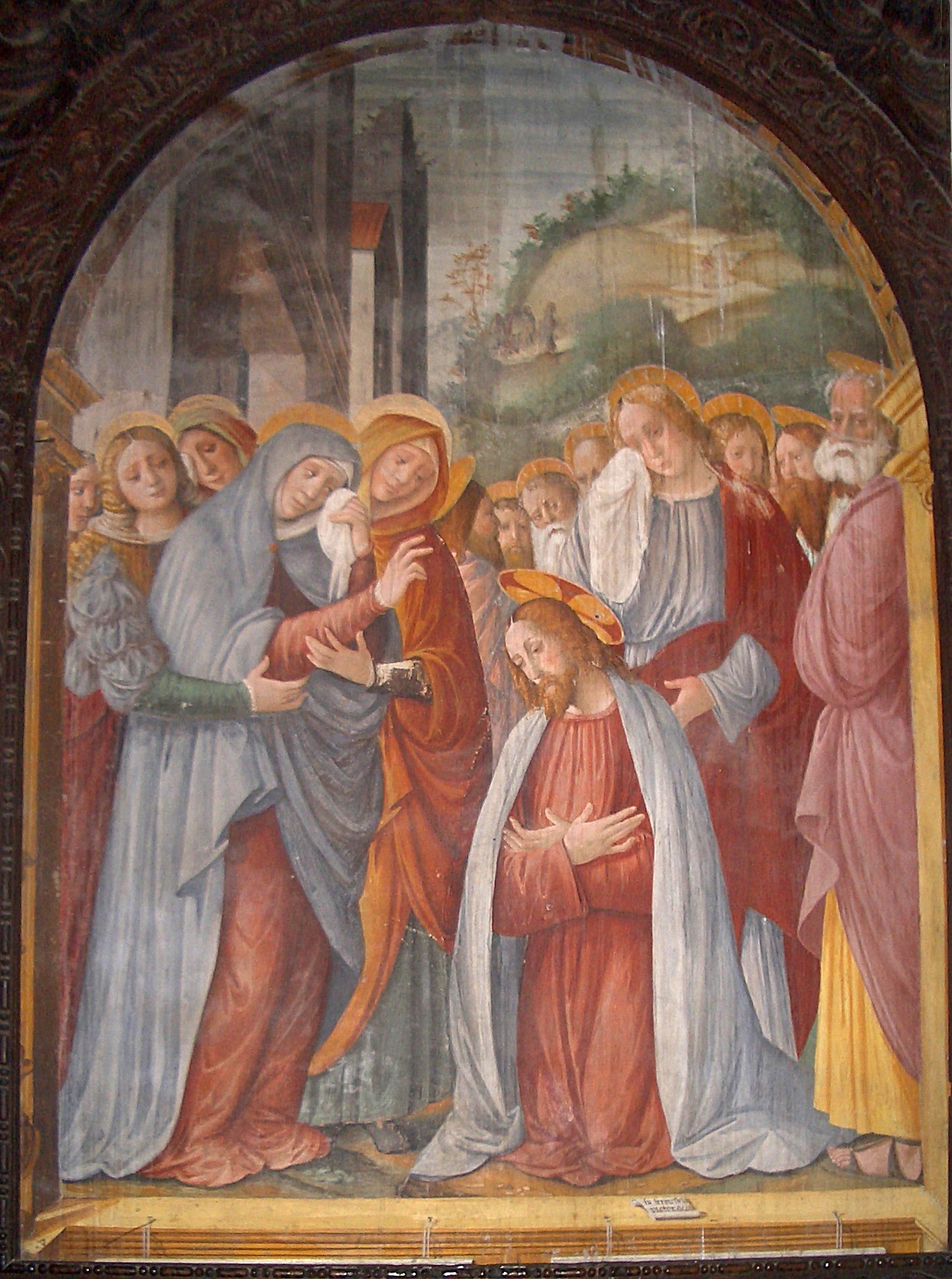
Fermo Stella, Gesù prende congedo dalla Madre, affresco